# Grisélidis
Grisélidis és una òpera (descrita com un conte lyrique) en tres actes i un pròleg amb música de Jules Massenet i llibret en francès d'Armand Silvestre i Eugène Morand. Es basa en l'obra homònima dels mateixos autors que es va representar per primera vegada a la Comédie-Française el 15 de maig de 1891, que es basa en el relat medieval de la "pacient Grissil". La història s'ambienta a la Provença del segle xiv, i es refereix a la pastora Grisélidis, i una sèrie d'intents del dimoni d'atreure-la a la infidelitat. La lleialtat de Grisélidis cap al seu espòs, el Marquès, és forta, tanmateix, i el dimoni és bandejat.
Massenet va començar la composició el 1894, i la va acabar a la fi d'aquell any, però la va revisar la tardor de 1898 abans de tractar una producció potencial amb Albert Carré. Va ser estrenada a l'Opéra-Comique a París el 20 de novembre de 1901, amb Lucienne Bréval en el rol titular. La peça va aconseguir 50 representacions en els primers sis mesos a l'Opéra-Comique, va ser retirada del repertori el 1906, i al mig segle es va veure allí 73 vegades. L'òpera es va representar a Niça, Algèria, Brussel·les i Milà el 1902; a Marsella el 1903 i 1950, i a l'Òpera de París el 1922. Encara que no és part de l'actual repertori operístic, més recentment s'ha vist a Wexford (1982), Estrasburg i Lieja (1986) i Saint-Etienne (1992 en concert).